# Nero
Nero Claudius Caesar Augustus Germanicus (n. 15 decembrie 37 d.Hr., Antium⁠(d), Lazio, Regatul Italiei – d. 9 iunie 68 d.Hr., Roma, Imperiul Roman) a fost împărat din 54 e.n. până în 68 e.n. fiind al cincilea împărat roman al dinastiei Iulio-Claudiene.
Se presupune că Nero a dat foc Romei în anul 64 d.Hr., deşi nu există dovezi concludente în acest sens. Potrivit istoricului Tacit, Nero se afla la Antium în momentul izbucnirii incendiului şi s-a întors la Roma pentru a coordona eforturile de stingere a focului şi de ajutorare a victimelor. Nero face parte dintre împărații aspru criticați în literatura antică. Totuşi, în Grecia au existat voci care au oferit o perspectivă diferită; de exemplu Pausanias îl considera pe Nero un exemplu al afirmației lui Platon conform căreia marea nedreptate "nu pornește de la oameni obișnuiți, ci dintr-un suflet nobil corupt printr-o educație greșită".

## Primii ani

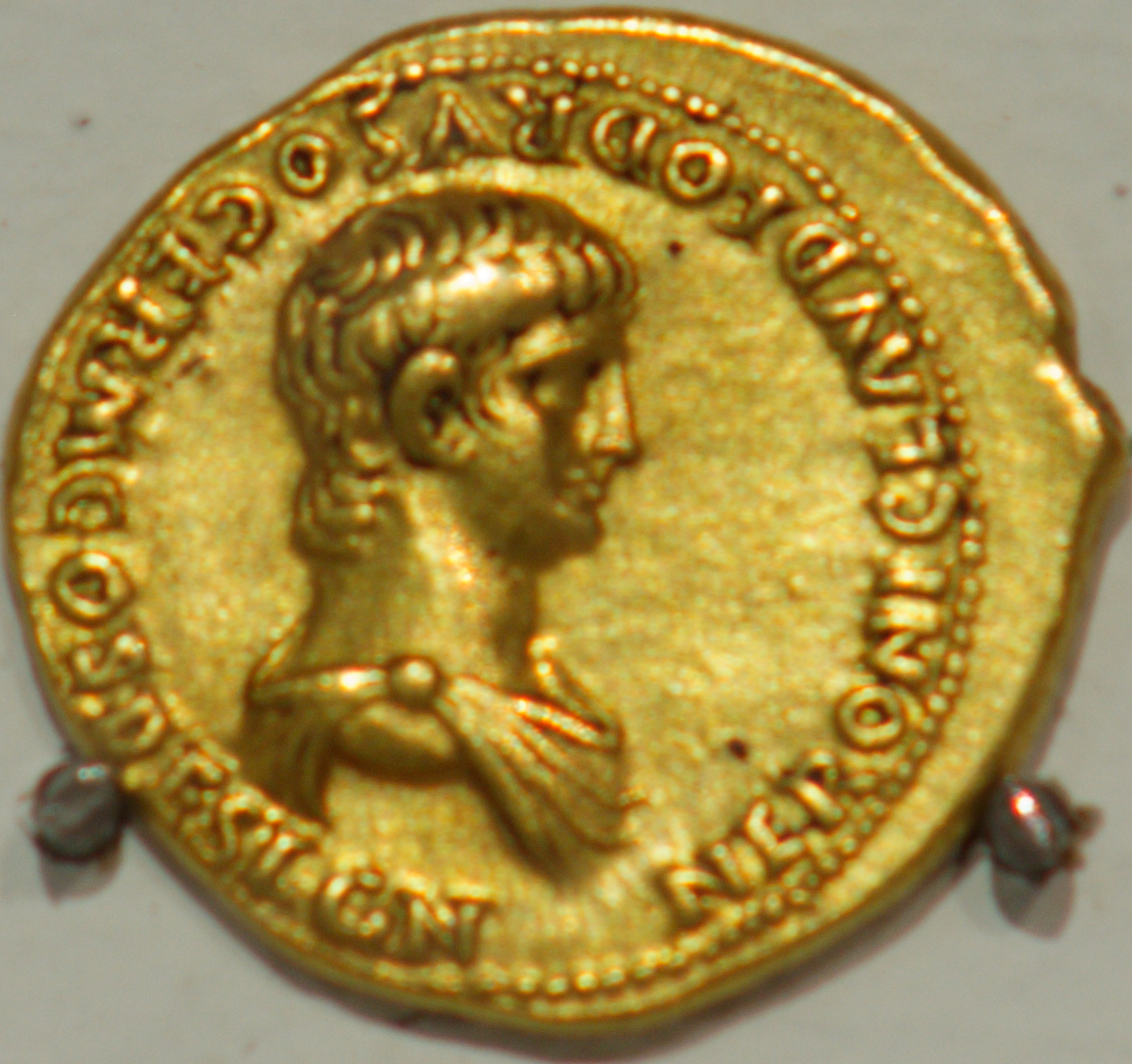
Monedă din aur care îl înfățișează pe tânărul Nero adoptat de împăratul Claudius în familia imperială

Nero sau Lucius Domitius Ahenobarbus s-a născut pe  15 decembrie, anul 37 d.Hr., în Antium (Anzio), la opt luni după moartea împăratului Tiberius.. Acesta era stră-strănepotul fostului împărat Augustus, ca descendent al fiicei sale, Iulia. 
El a fost singurul copil al politicianului Gnaeus Domitius Ahenobarbus și al soției sale, Agrippina Minor Iulia, care a fost fiica lui Germanicus și a Agrippinei Maior, sora lui Caligula, strănepoata lui Augustus, nepoata lui Marcus Agrippa, nepoata și soția lui Claudius și mama împăratului Nero.   
Gnaeus a fost nepotul lui Marc Antoniu și al Octaviei cea Mică prin fiica lor, Antonia. El a slujit ca pretor și ca membru al gărzii personale a lui Caligula în timpul călătoriei viitorului împărat în provinciile estice. 
Împăratul Tiberiu l-a acuzat de trădare, adulter și incest. Numai moartea lui Tiberiu l-a eliberat de acuzațiile împotriva sa.  
Nero semăna foarte mult cu tatăl său din punct de vedere fizic și avea, de asemenea, părul brun-roșcat, de la care provine porecla familiei: enobarbus, barbă de culoarea bronzului. 
Viața împăratului Nero este documentată din perspectivă critică de biograful antic Suetonius. El scria despre Augustus că era amuzat de luptele violente dintre gladiatori, despre Tiberius că practica orgii cu minori pe insula Capri, iar despre Caligula scria că era crud și vicios, practicând orgii și ordonând execuții. 
Suetonius mai scria că tatăl lui Nero era un om irascibil și brutal și că amândoi urmăreau cursele cu cai și spectacolele de teatru.  În anul 32, el a îndeplinit funcția de consul timp de un an.  
Gnaeus Domitius Ahenobarbus fusese implicat într-un scandal politic grav. Agrippina ar fi fost acuzată că ar fi conspirat să-l răstoarne pe împăratul Caligula de pe tron.  Din această cauză, împăratul a decretat ca ea și fiica ei, Iulia Livilla, să fie exilate pe o insulă din Marea Mediterană  
În anul 40, Domitius a murit de edemă.  Nero a trăit cu mătușa sa paternă Domitia Lepida, mama Messalinei. 
În 41, împăratul Caligula a fost asasinat de gărzile pretoriene,Claudius, unchiul lui Nero, a devenit noul împărat. După mariajul eșuat cu Messalina, care a fost executată pentru trădare, Claudius s-a căsătorit cu Agrippina. Mama lui Nero era ce-a de-a patra nevastă a împăratului. Tacitus scria că Agrippina era austeră, dar și arogantă în viața publică. În viața sa privată, urmărea să dobândească mai multă putere. 

Claudius a fost presat de Agrippina să-l adopte pe Nero ca pe fiul său și să-i dea numele  "Nero Claudius Caesar Drusus Germanicus".   
Ba chiar a bătut și o monedă pentru a marca adopția.. Însă Nero mai avea un frate vitreg pe care îl considera drept un rival, Britannicus, fiul Messalinei.  

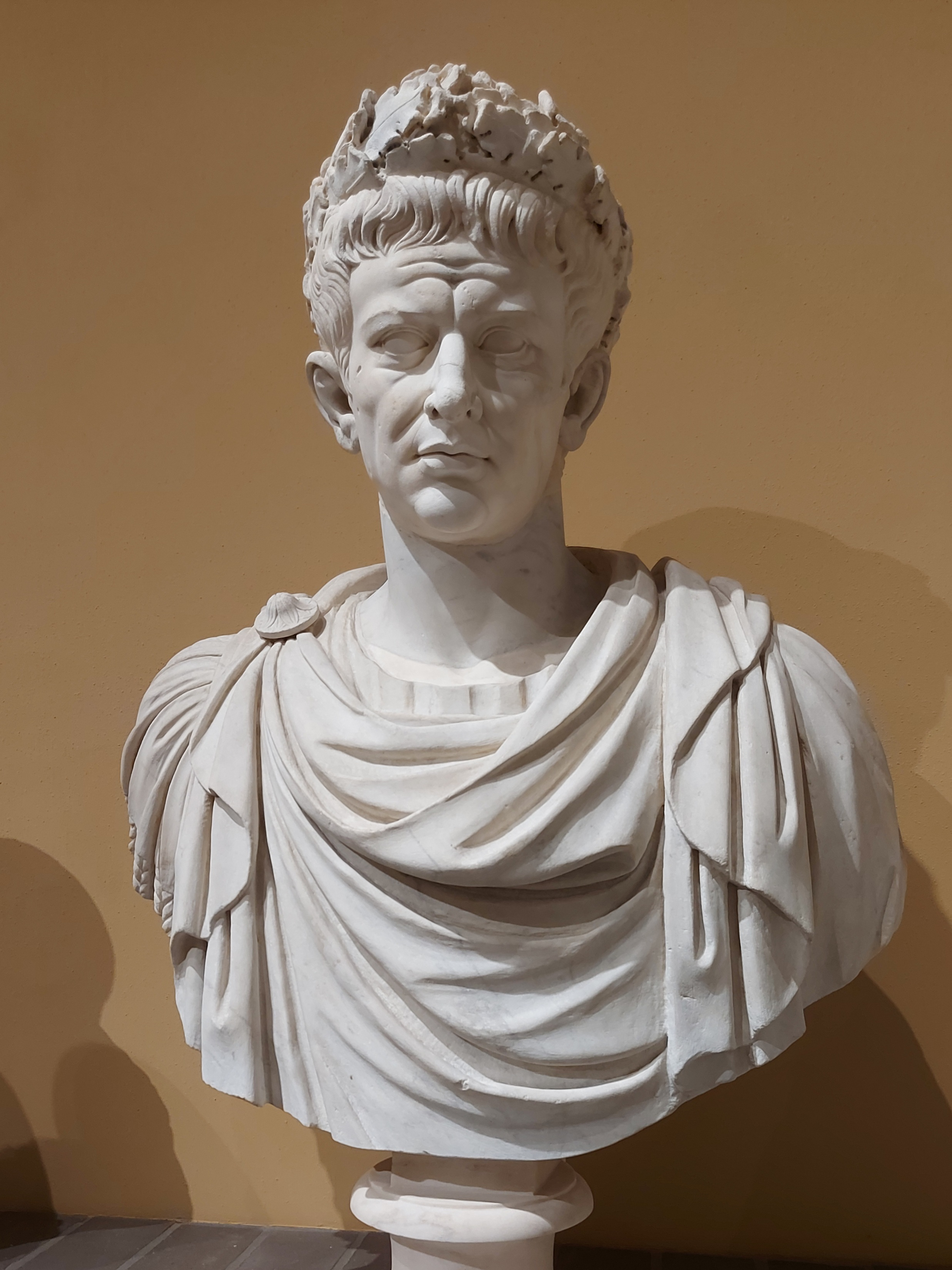
Împăratul Claudius, tatăl vitreg și adoptiv al lui Nero

La 13 ani, în anul 51, Nero a intrat în viața publică ca adult.   La 16 ani, Nero s-a căsătorit cu fiica împăratului Claudius, cu sora sa vitregă, Claudia Octavia.
Între anii 51 și 53, Nero a ținut multe discursuri dedicate comununităților dedicate Ilienilor și Apamenilor, solicitând taxe la nivel imperial de cinci ani pentru a le repara așezările după un cutremur devastator. De asemenea, a susținut reconstruirea orașului Bologna după un incendiu.  A fost numit proconsul și a intrat pentru prima dată în Senat , pe lângă faptul că a vorbit în fața Camerei. 
În anul 54, împăratul Claudius a murit. Mulți istorici, inclusiv Suetonius și Josephus, scriu că a fost otrăvit. Autorul asasinatului ar fi chiar soția sa, Agrippina, din cauza că împăratul arăta mai multă afecțiune față de fiul său natural 
Tacitus scrie că otrava a fost preparată de Locusta și servită împăratului de către Halotus, un sclav eunuc. El a mai scris că Agrippina a aranjat ca medicul Gaius Stertinius Xenofon să-i administreze personal otrava, dar împăratul supraviețuise. 
Suetonius scrie că Claudius a fost otrăvit cu o porție de ciuperci otrăvite. Împăratul le adora, spunând că este „hrana zeilor”. 
Înainte ca împăratul să moară, Agrippina a făcut manevre ca tutorii fiului ei să fie înlocuiți cu tutorii pe care i-a selectat ea. A cerut și înlocuirea prefecților gărzii pretoriene cu ofițeri loiali ei.
Astfel, Nero a devenit împărat. 

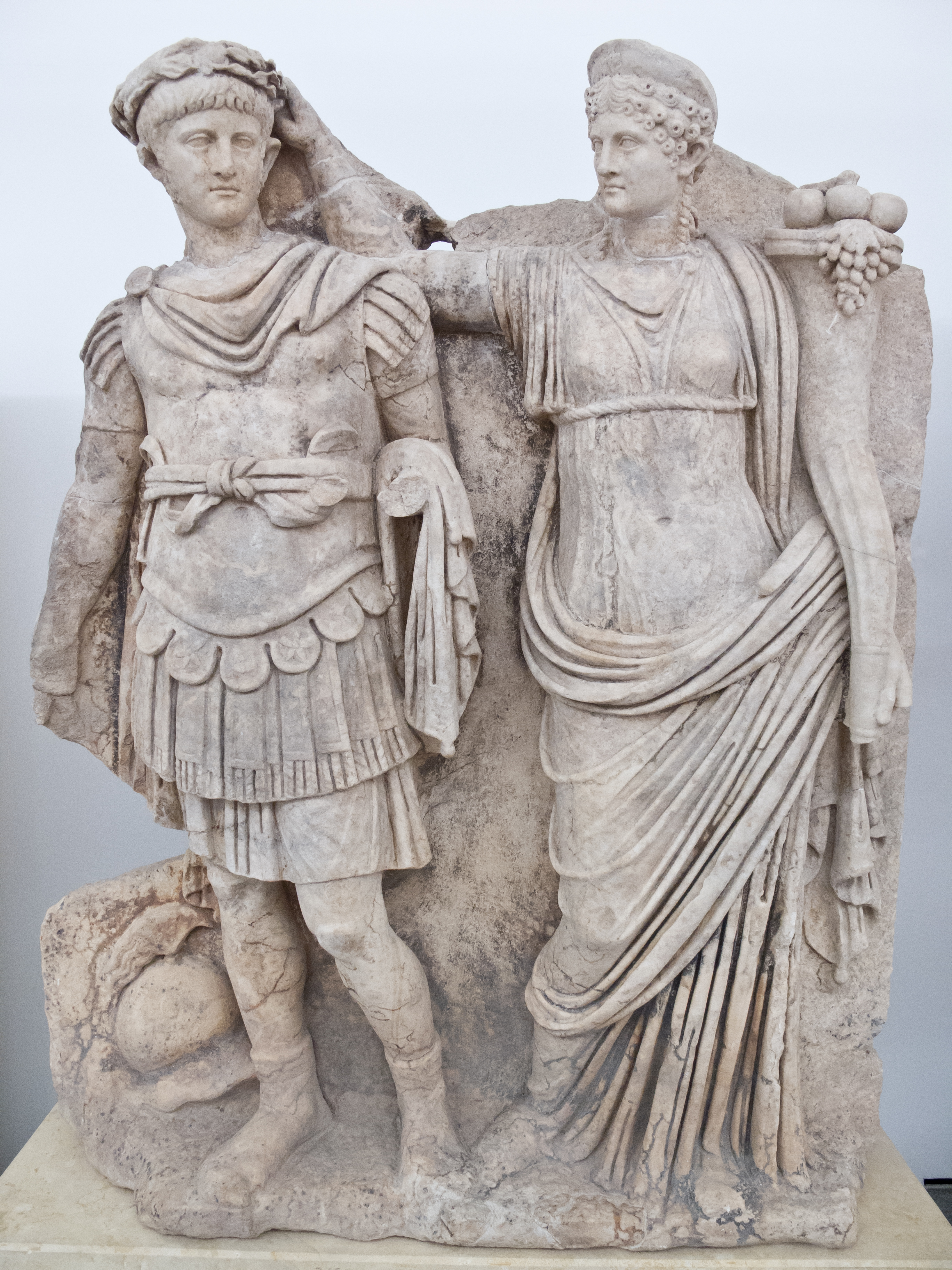
Basorelief din Sebasteion care îi ilustrează pe împăratul Nero și pe mama sa, Agrippina

## Domnia
Nero a oferit o donație enormă gărzii pretoriene și a ținut un discurs în fața senatului, prin care promitea întoarcerea la principiile lui Augustus. Rolul senatului în cadrul guvernării avea să crească, iar senatorii aveau să se bucure de mai multă libertate în exprimarea opiniilor. Discursurile sale au fost scrise de Seneca, un distins filosof stoic, exilat în Corsica de Claudius și rechemat să se ocupe de Nero, ca preceptor, alături de Afranius Burrus, perfectul pretoriului. Britannicus, fiul lui Claudius, a fost otrăvit la o cină în anul 55. Mama să, Agrippina, a exercitat o enormă influență asupra fiului său, prin intermediul căruia speră să conducă imperiul. Nero a tratat-o cu considerație și se presupune că chiar mama sa l-a sedus pentru a-l controla mai bine. Dar, la începutul anului 55, garda i-a fost retrasă, iar ea alungată din palat. În anul 59, Nero a poruncit să fie suprimată. După tentative eșuate, a fost, în cele din urmă, ucisă. Împăratul colinda seara prin oraș, mergând din cârciumă în cârciumă cu prietenii săi, jefuia oamenii în plină stradă, ataca femeile și fura din magazine și tarabe. Siluia femei măritate și băieți născuți liberi. S-a căsătorit cu amanții săi, Pitagora și Sporus, un copil castrat.  Era pasionat de muzică, și îi plăcea să cânte propriile compoziții, acompaniindu-se singur la lira. L-a angajat ca profesor pe Terpnus, cel mai mare cântăreț de liră și organiza concerte private pentru prieteni.
Debutul său public a avut loc în anul 64, la Napoli, iar teatrul în care organizase recitalul a fost lovit de un cutremur și s-a prăbușit. Suetonius spune că Nero avea o voce slabă și înfundată, Dio Cassius îi califică glasul drept leșinat, dar, poate, era un muzician talentat și priceput. Nero se costuma ca un actor de tragedie, susținând un al doilea recital în fața plebei, și  interpretând un cântec despre Niobe și alte arii, feminine și masculine, cu soldații din garda pretoriană standu-i alături, gata să-i poarte lira. Spectacolul s-a întins până seară târziu. Nero se imagina poet și scria poezii.
În 58, Nero s-a îndrăgostit de Poppaea Sabina, căsătorită cu unul dintre tovarășii apropiați lui Nero, Otho Marcus. Otho a fost numit guvernator al Lusitaniei, iar Poppaea a ajuns în patul împăratului. A divorțat în anul 62 de Octavia și s-a căsătorit cu Poppaea. Octavia a fost trimisă în Campania, izolată în Pandateria și acuzată fals de adulter, a fost ucisă, capul ei fiind adus la Roma pentru ca Poppaea să se desfete privindu-l. În anul 63 Poppaea i-a născut lui Nero o fiică, dar care a murit la 4 luni. În anul  65, într-un acces de mânie, Nero și-a omorât în bătaie soția însărcinată a doua oară și, imediat, s-a însurat cu Statilia Messalina, dar, apoi, a început o relație amoroasă cu Sporus, având o asemănare fizică cu Poppaea. A pus să fie castrat și îmbrăcat în veșminte femeiești. 
Când i s-a cerut să semneze prima sentință la moarte, Nero a comentat "de n-aș fi învățat să scriu niciodată". După moartea lui Burrus, în anul 62, influența lui Seneca s-a diminuat, fiind dominat de Poppaea și Ofonius Tigellinus, succesor la comanda gărzii pretoriene. Pentru că banii erau pe sfârșite, Nero a mărit dările, moneda s-a depreciat, iar averile bogaților au fost confiscate pentru a îngroșa veniturile împăratului. 
În anul 64, Roma a fost devastată de un mare incendiu, izbucnit în apropiere de Circus Maximus, care a cuprins 10 din cele 14 cartiere ale orașului, tot centrul Romei și o parte din reședința imperială de pe Colina Palatină.

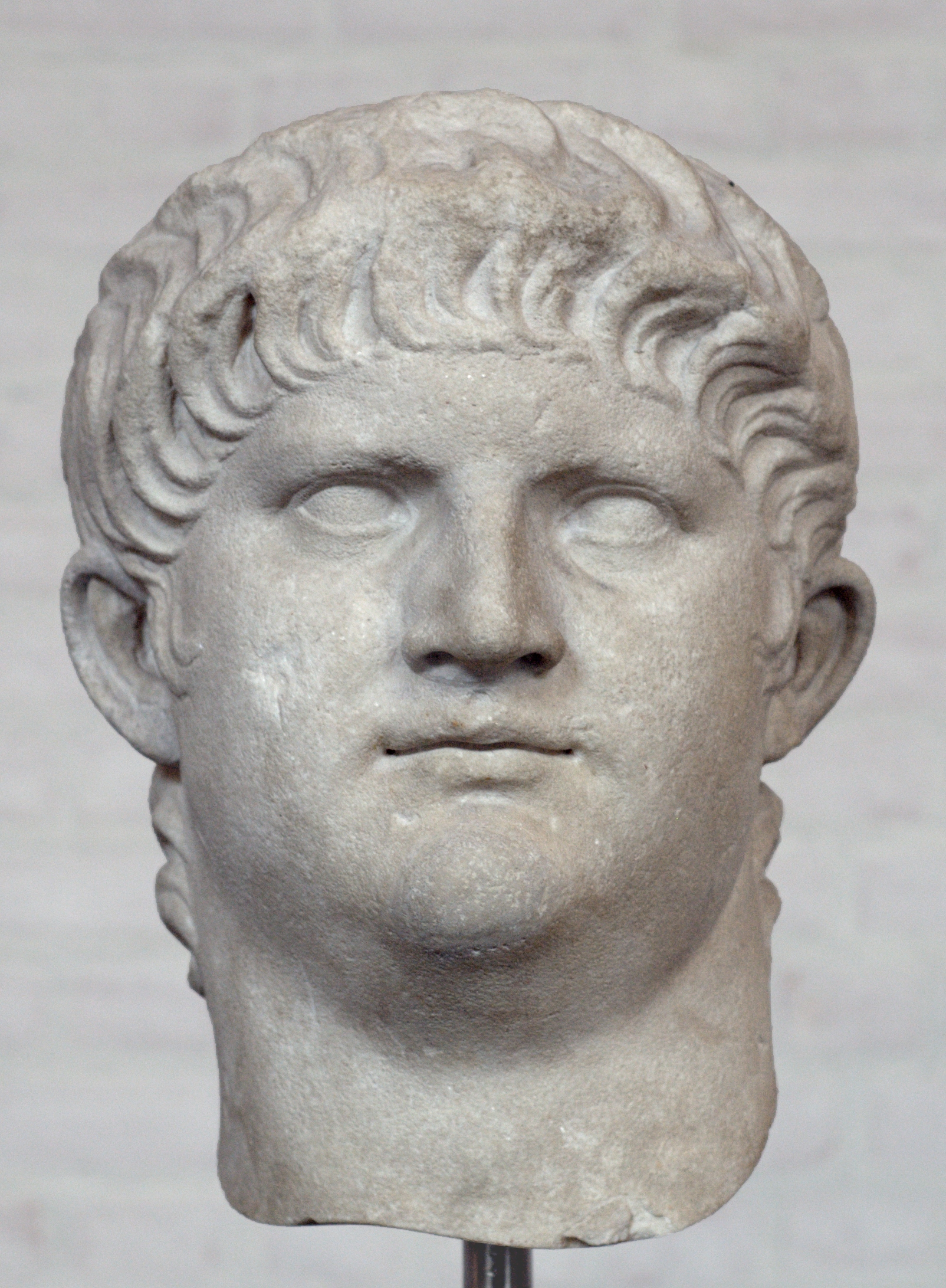
Nero

## Incendiul, persecuțiile și complotul

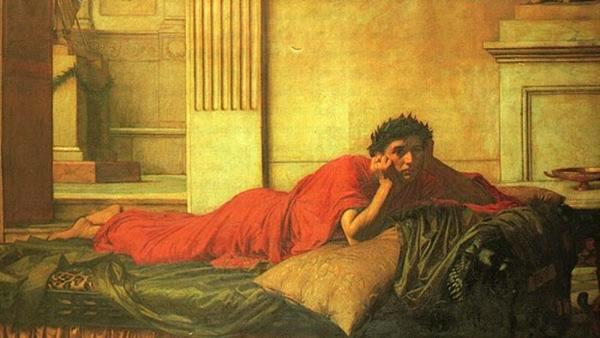
Remușcările împăratului Nero după moartea mamei sale - de John William Waterhouse

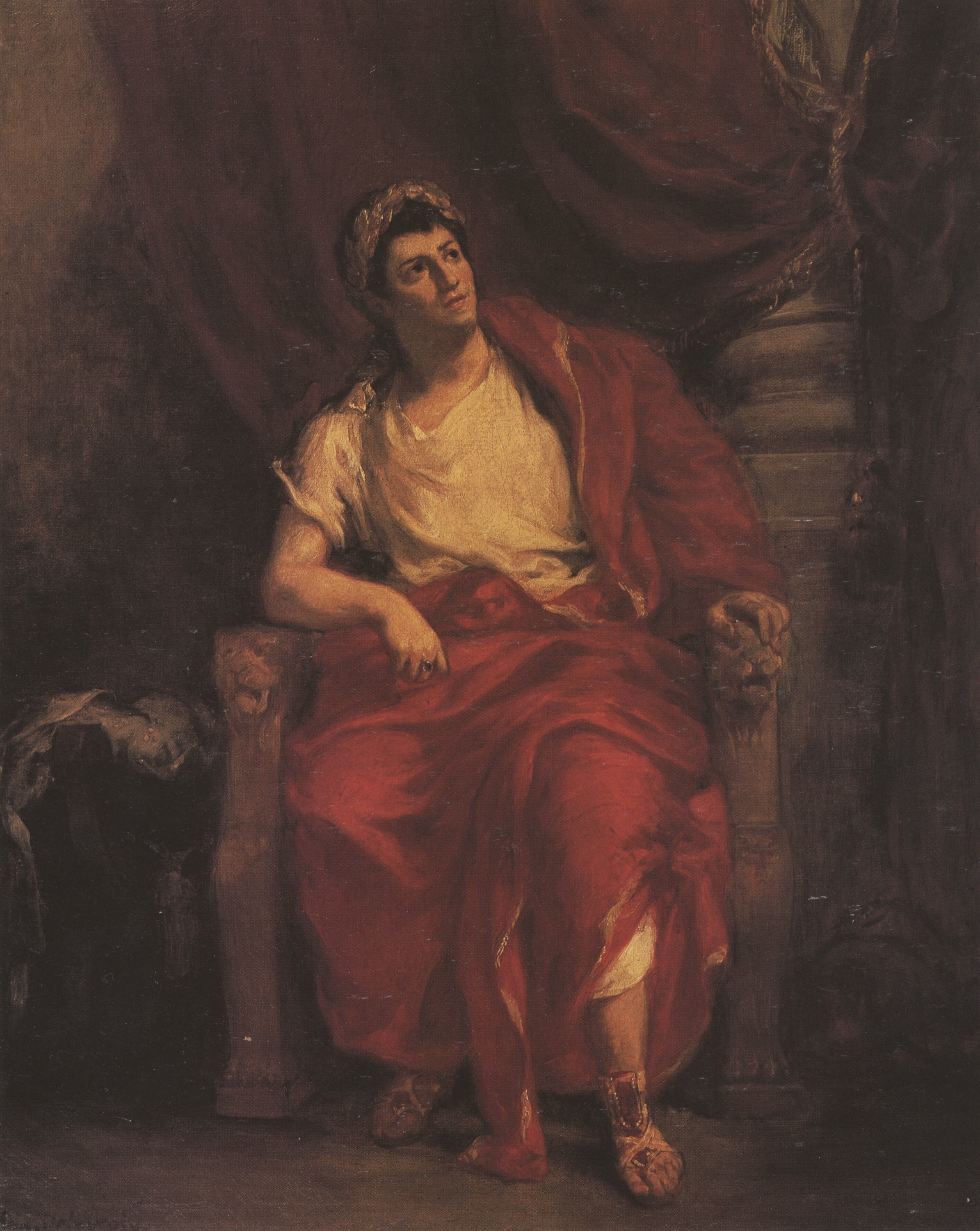
Nero împărat

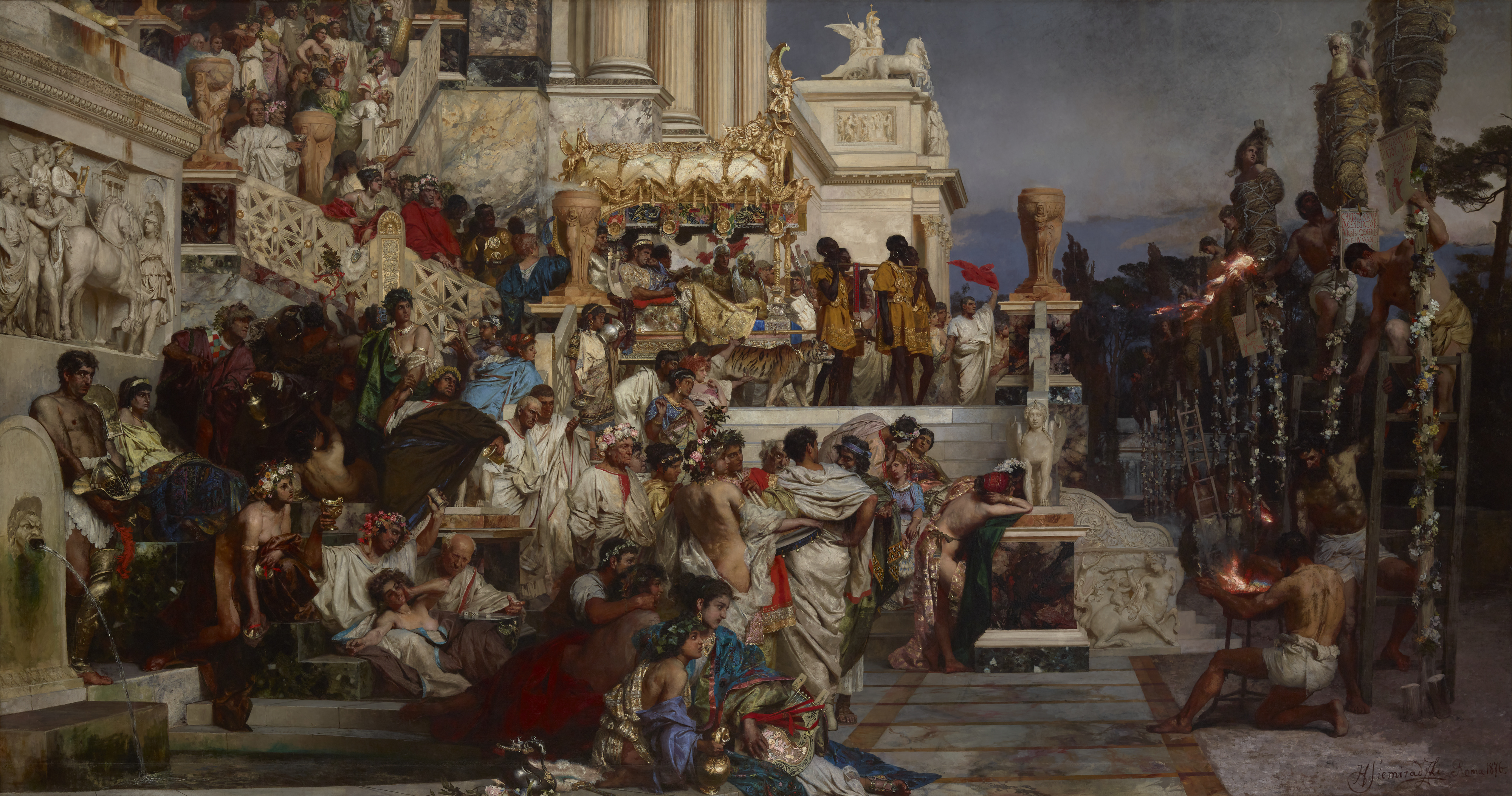
Executarea creștinilor

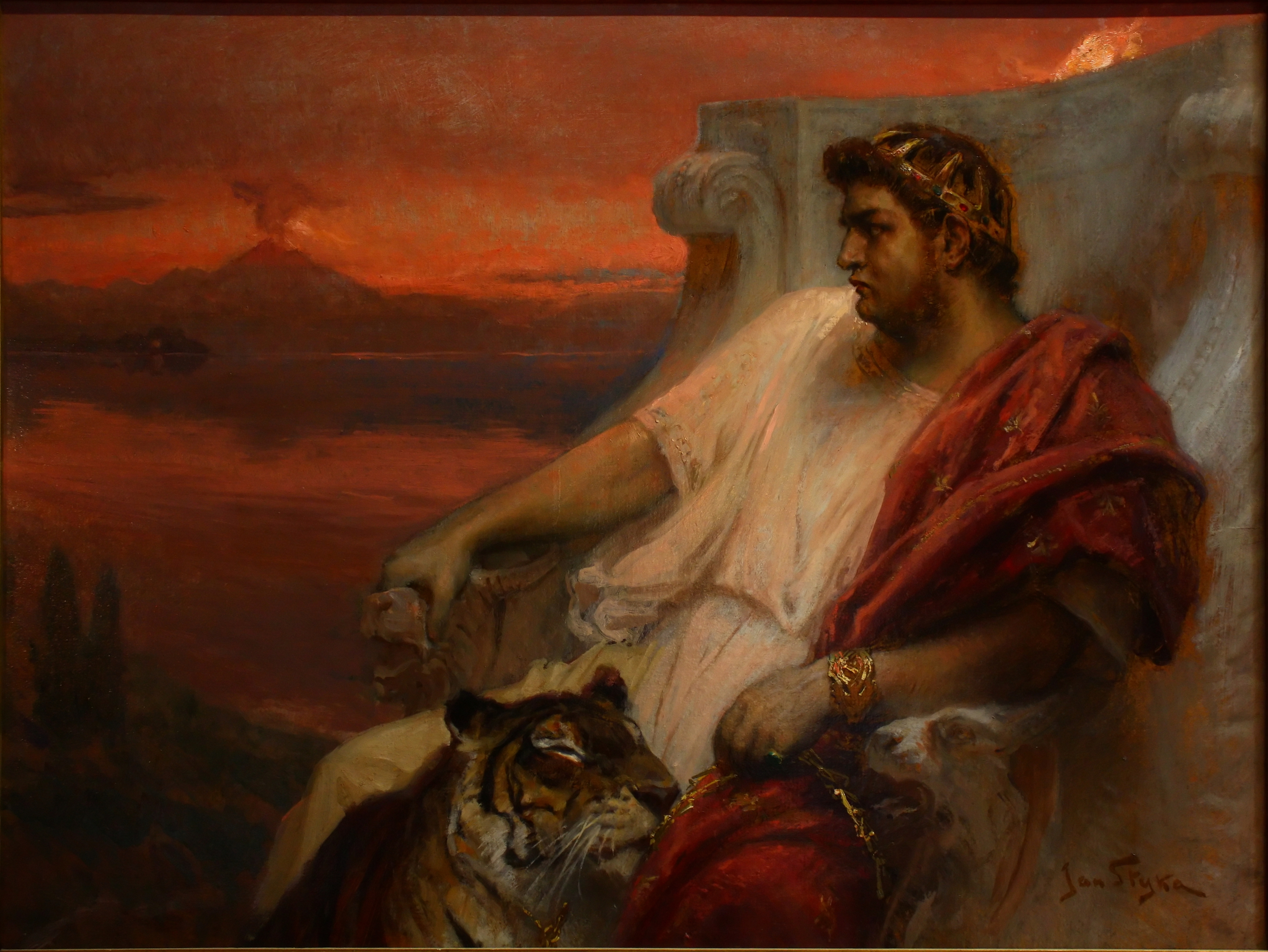
Nero la Baiae

Nero se afla la Antium când a izbucnit incendiul, dar s-a întors degrabă la Roma pentru a afla despre amploarea dezastrului. A ajutat sinistrații, a transformat unele edificii publice în adăposturi și a oferit grâne ieftine populației. A oferit bani pentru reconstrucție și a impus măsuri stricte pentru reducerea riscului de repetare a incendiilor. În toiul incendiului, privea pârjolul din turnul lui Mecenas și se bucura de frumusețea flăcărilor, cântând „Arderea Troiei”, și puțini au fost păcăliți atunci când el a aruncat vina asupra creștinilor. Acuzat că ar fi ordonat Marele incendiu din Roma, Nero a aruncat vina asupra creștinilor, urmând un val de procese sumare. Mulți creștini au fost crucificați și arși, ca și cum ar fi torțe vii, pentru a ilumina jocurile de circ. Printre victimele persecuției se numărat și sfinții Petru și Pavel, care au fost uciși prin anul 66.
Indiferent de autor, marele incendiu l-a împovărat financiar pe Nero tocmai când veniturile erau deja insuficiente. A reluat procesele pentru trădare și s-a ajuns la exiluri, execuții și sinucideri, frică și indignarea răspândindu-se printre senatori și curteni.
Un grup format din senatori, printre care și ofițeri din garda imperială, condus de Gaius Calpurnius Piso, a plănuit să-l asasineze în timpul jocurilor de la Circus Maximus din aprilie 65. Complotul a fost descoperit, astfel, 19 oameni fiind uciși și 13 exilați. Chiar și Seneca a fost acuzat de complicitate la conspirația pisoniană și a fost obligat să se sinucidă. A mai fost dată în vileag o altă conspirație pe când Nero se afla în drum spre Grecia, fiind implicați senatori de vază, ca Gnaeus Domitius Corbulo.

## „Campionul” și „artistul”
Nero era fascinat de cultura grecească și a întreprins o călătorie în Grecia.  A ținut ca Jocurile Olimpice și Nemeene să fie organizate mai devreme. El a ieșit învingător la toate întrecerile, mituind arbitrii și competitorii. Spectatorii au avut interdicția de a-și părăsi locurile cât timp Nero se afla pe scenă și ținea recitaluri ore întregi. S-a întâmplat ca femeile să nască în incinta teatrului, alții s-au prefăcuți morți ca să fie scoși afară, iar viitorul împărat, Vespasian, a adormit în timpul interpretării, fiind exclus din anturajul împăratului. Tinerii talentați sunt repede reduși la tăcere iar statuile învingătorilor sunt distruse. A participat la curse cu care trase de zece cai, dar era aproape să fie ucis după ce a căzut din acesta. În final, a fost declarat învingător în uralele celor 5000 de însoțitori aduși special de la Roma ca să îl aplaude.

## Ultimii ani
Pe plan militar, generalul Gaius Suetonius Paulinus a înăbușit o revoltă a icenilor condusă de Boudica în Britannia, în anul  61 și Corbula a purtat victorii asupra parților în Armenia.
La întoarcerea sa la Roma, în anul 67, relațiile dintre Nero și Senat s-au înrăutățit. Fiindcă a impus impozite împovărătoare, era pe cale să-și piardă susținerea provinciilor. În martie 68, a izbucnit revolta lui Iulius Vindex, guvernatorul Galiei Lugdunensins, câștigând adeziunea lui Galba, guvernatorul Hispaniei Tarraconensis.
Armatele de la Rin l-au învins pe Vindex la Besancon, în mai 68. L-au proclamat, însă, împărat pe Verginius Rufus, care a refuzat. Galba a devenit soluția alternativă. Galba aștepta în Spania, în timp ce agenții lui au retras toată susținerea de care se mai bucura Nero. La 8 iunie, Nero a fugit, fiind abandonat de comandantul pretorian, Nymfidius Sabinus.
A sperat că se va îmbarca la Ostia să caute adăpost în provinciile orientale. Dar pretorienii au refuzat să-l ajute. L-au părăsit și servitorii. A ieșit în stradă din palat alături de Sporus și s-a întâlnit cu Faon, unul dintre liberții săi, care l-a pus să se deghizeze și l-a condus la vila sa, nu departe de oraș. Nero se ascundea într-o cameră din spatele casei, când soldații au venit să-l aresteze. A ales să se sinucidă. L-a chemat pe Epafroditus, secretarul său personal, să-l ajute să se înjunghie în gât, exclamând, în același timp:  „Ah, ce artist piere odată cu mine!”. Astfel, Nero a murit la 9 iunie 68, la numai 30 de ani. Trupul său a fost depus în mormântul Domitiilor de pe Colina Pinciana. A fost așezat într-un sarcofag de porfir și i s-a construit un altar de marmură montat pe o balustradă de piatră. A rămas popular în rândul plebeilor, mormântul său fiind decorat cu flori, încă mulți ani după moarte.

## Galerie

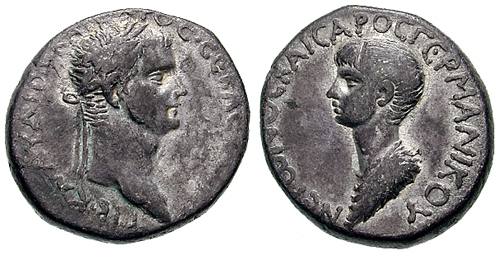
Nero și Claudius
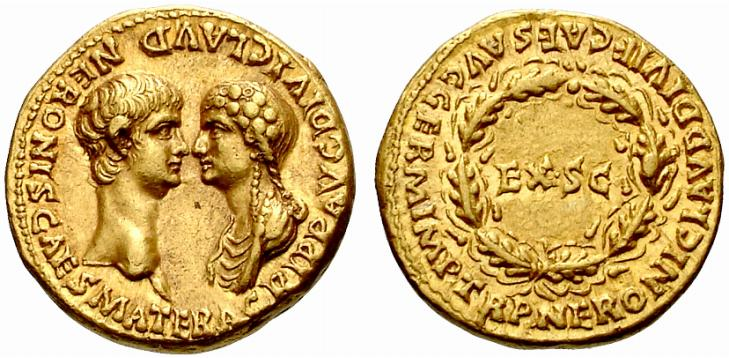
Tânărul Nero cu mama sa Agrippina
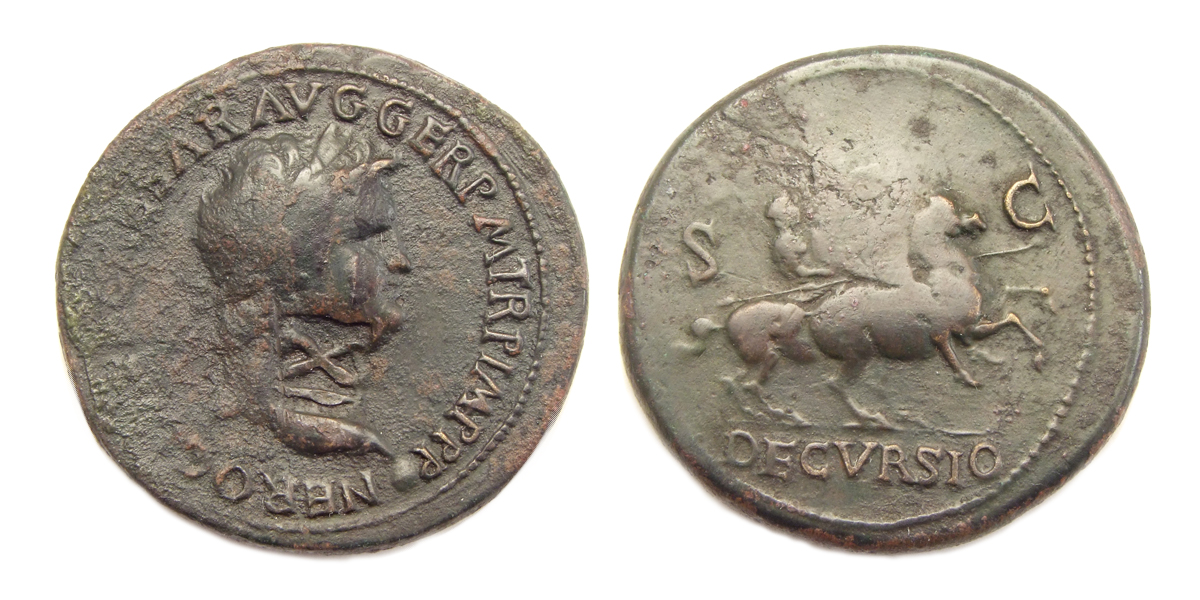
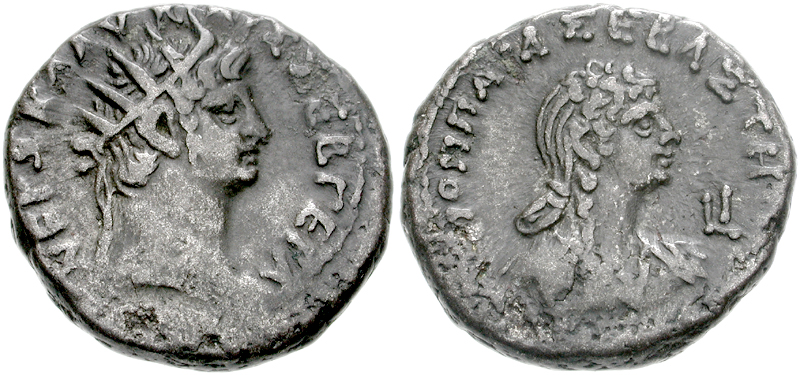
Denar cu Nero și Poppaea Sabina
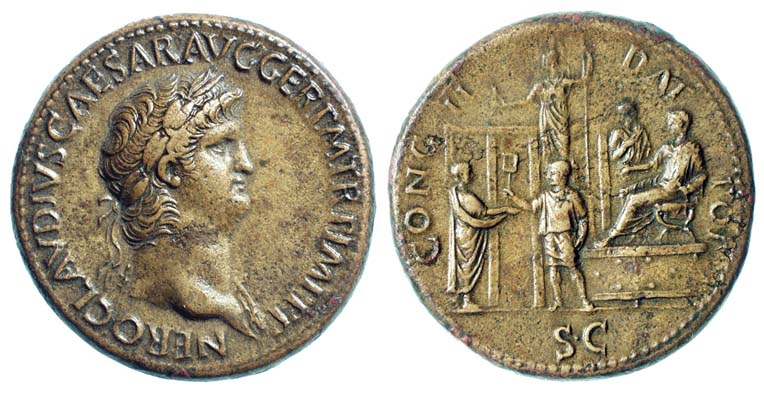
Sesterț. Pe partea din spate, Nero în timpul unui congiariu